# Bactrocera tenuifinis
Bactrocera tenuifinis är en tvåvingeart som först beskrevs av Hardy 1983.  Bactrocera tenuifinis ingår i släktet Bactrocera och familjen borrflugor. Inga underarter finns listade.